# محمدحسین ماستیانی
محمدحسین ماستیانی (۱۳۲۳) مجسمه‌ساز، خطاط، نقاش و طراح ایرانی است.
آثار او عبارتند از:
- تندیس حاج ملاهادی سبزواری، به ارتفاع ۴ متر در سال ۱۳۷۲ در سبزوار
- تندیس ۷ پیکر سربداران (۶ مرد و یک زن)، هر یک به ارتفاع ۴ متر در میدان مشاهیر سبزوار
- تندیس مادر با فرزند به ارتفاع ۲ متر در سال ۱۳۷۴ در سبزوار
- تندیس مادر با دو فرزند به ارتفاع ۷ متر، واقع در میدان مادر مشهد
- تندیس علی شریعتی، به ارتفاع ۵ متر، در مزینان[۲]
- سهراب سوار بر اسب، واقع در ششتمد
- ۱۱ سردیس برنزی مفاخر ایران برای ۱۱ دانشگاه کشور، هر یک به طول ۶۰ تا ۷۰ سانتی‌متر: سردیس فردوسی (دانشگاه فردوسی مشهد)، ابن سینا (دانشگاه دانشگاه بوعلی سینا همدان)، محمدحسین طباطبایی (دانشگاه علامه طباطبایی تهران)، امیرکبیر (دانشگاه صنعتی امیرکبیر تهران)، محقق اردبیلی (دانشگاه محقق اردبیلی اردبیل)، زکریای رازی (دانشگاه رازی کرمانشاه)، خواجه نصیرالدین طوسی (دانشگاه صنعتی خواجه نصیرالدین طوسی تهران)، سید روح‌الله خمینی (دانشگاه بین‌المللی امام خمینی قزوین)، سید محمد بهشتی (دانشگاه شهید بهشتی تهران)، محمدجواد باهنر (دانشگاه شهید باهنر کرمان)، مهدی چمران (دانشگاه شهید چمران اهواز)[۳]
- محمدتقی شریعتی در مزینان[۴]
- محمد مفتح در گرگان[۵]
- تندیس سلام در سبزوار که عرض ارادتی است به علی بن موسی‌الرضا[۶] متشکل از ۵ پیکره (دو زن و دو مرد و یک کودک) در ابعاد ۱٫۵ در ۳ متر از جنس فایبرگلاس[۷]

او سابقهٔ عضویت در دورهٔ اول شورای اسلامی شهر سبزوار را دارد و در انتخابات مجلس یازدهم، جزو اعضای اصلی هیئت اجرایی در حوزهٔ انتخابیهٔ سبزوار بود.
مراسم نکوداشت او در ۱۳ اسفند ۱۳۹۳ در شهر سبزوار برگزار شد.
او هم‌اکنون (۱۳۹۳) مدرس آموزشکدهٔ فنی و حرفه‌ای دختران سبزوار است و صاحب هنرکده‌هایی در خیابان‌های نواب صفوی (دکتر غنی) و کاشفی سبزوار بوده‌است.

## برای مطالعهٔ بیشتر
- هنرمند انقلاب، ویژهٔ پاسداشت حسین ماستیانی بایگانی‌شده  در ۱۳ ژوئن ۲۰۲۰ توسط Wayback Machine
- خضوع و خشوع هنرمند، مهم‌ترین ویژگی هنر
- خاطرات هنرمند سبزواری از روزهای انقلاب؛ کاریکاتورهایم در نماز جمعه تهران توزیع می‌شد
- گفت و گو با استاد حسین ماستیانی: چراغِ ابداعِ هنر امروز خاموش است